# Francisco del Carmen Carvajal
Francisco del Carmen Carvajal is een gemeente in de Venezolaanse staat Anzoátegui. De gemeente telt 13.900 inwoners. De hoofdplaats is Valle de Guanape.